# Colceag
Colceag est une commune roumaine du județ de Prahova, dans la région historique de Valachie et dans la région de développement du Sud.

## Géographie
La commune de Colceag est située dans l'est du județ, dans la plaine valaque, à 14 km au sud-ouest de Mizil et à 32 km de Ploiești, le chef-lieu du județ.
La municipalité est composée des quatre villages suivants (population en 1992) :
- Colceag (1 799), siège de la municipalité ;
- Inotești (2 148) ;
- Parepa-Rușani (1 331) ;
- Vâlcelele (663).

## Politique
| Parti | Parti                                      | Sièges |
| ----- | ------------------------------------------ | ------ |
|       | Parti social-démocrate (PSD)               | 6      |
|       | Parti national libéral (PNL)               | 4      |
|       | Parti social roumain (PSRo)                | 2      |
|       | Alliance des libéraux et démocrates (ALDE) | 1      |

## Religions
En 2002, la composition religieuse de la commune était la suivante :
- Chrétiens orthodoxes, 99,13 % ;
- Adventistes du septième jour, 0,35 % ;
- Pentecôtistes, 0,23 %.

## Démographie
En 2002, la commune comptait 5 541 Roumains (99,49 %) et 58 Tsiganes (0,50 %).
| 1992  | 2002  | 2007  |
| ----- | ----- | ----- |
| 5 941 | 5 569 | 5 309 |

## Économie
L'économie de la commune repose sur l'agriculture.

## Communications

### Routes
Colceag se trouve à quelques kilomètres de la route nationale DN1B Ploiești-Buzău par la route régionale DJ102N.

### Voies ferrées
La commune possède une halte sur la ligne Ploiești-Buzău.